# Universitatea „Danubius” din Galați
Universitatea „Danubius” din Galați (denumită astfel după Danubius, numele latin al Dunării) este o instituție europeană modernă, dinamică și antreprenorială adaptată societății contemporane.Universitatea Danubius promovează cunoașterea și inovarea prin oferirea unei experiențe unice de învățare, cercetare și dezvoltare, indiferent de vârstă, experiență, nivelul de cunoaștere sau forma de pregătire a studenților.

## Scurt istoric
Universitatea Danubius a fost fondată în anul 1992 de către Prof. univ. dr. Benone Pușcă. Aceasta a fost atestată în 2008 ca instituție de cercetare-dezvoltare și s-a plasat pe locul 5 în România între universitățile atestate ca unități de cercetare-dezvoltare, conform deciziei ANCS din iulie 2008. Toate acestea, au constituit premise, pentru ca prestigiul instituției noastre să crească de la un an la altul, dovadă că din anul 2005 „Danubius" acordă titlu de „DOCTOR HONORIS CAUSA”. Am primit acest titlu de la Ion Iliescu, fostul Președinte al României, academicianul Mihai Cimpoi, academicianul Răzvan Theodorescu, precum și profesori din Franța, Germania, Suedia și S.U.A., reprezentanți ai unor universități prestigioase cu care „Danubius" are legături științifice, de prietenie și colaborare.
Având la bază principiul "non-profit", Universitatea "Danubius" din Galați funcționează în consens cu Constituția și legile ce guvernează învățământul superior românesc, propunându-și să pregătească specialiști la nivelul de cunoaștere și de performanță contemporane, să promoveze forme și metode de educație în concordanță cu progresele societății actuale, dar și cu drepturile și libertățile omului.
În prezent, campusul studențesc este format din 3 clădiri. Facultățile Universității asigură, ca facilități, cursuri ale titularilor de discipline, servicii de bibliotecă cu aproximativ 43,000 de volume și peste 2,000 de periodice, laboratoare de informatică, clinică juridică și economie, criminalistică, săli de curs, amfiteatre, precum și conexiune la internet, care poate fi accesat de toți studenții și cadrele didactice.

## Structura academică
Universitatea „Danubius” asigură transparența studiilor absolvite pentru angajatorii români și străini și, totodată, mai multe șanse pe piața muncii, prin conținutul complex al Suplimentului de Diplomă, potrivit acordului de la Bologna, document redactat bilingv (în limbile română și engleză), eliberat odată cu Diploma de studii universitare, în mod obligatoriu, începând cu anul universitar 2005-2006.
Cadrele didactice care alcătuiesc corpul profesoral al Universității "Danubius" din Galați provin din elita centrelor universitare Iași, București și Galați, și sunt în totalitate doctori sau doctoranzi.
Conexiunile academice și de cercetare științifică ale Universității ”Danubius” acoperă America de Nord, Europa și Asia și cunosc un trend continuu ascendent.

## Resurse

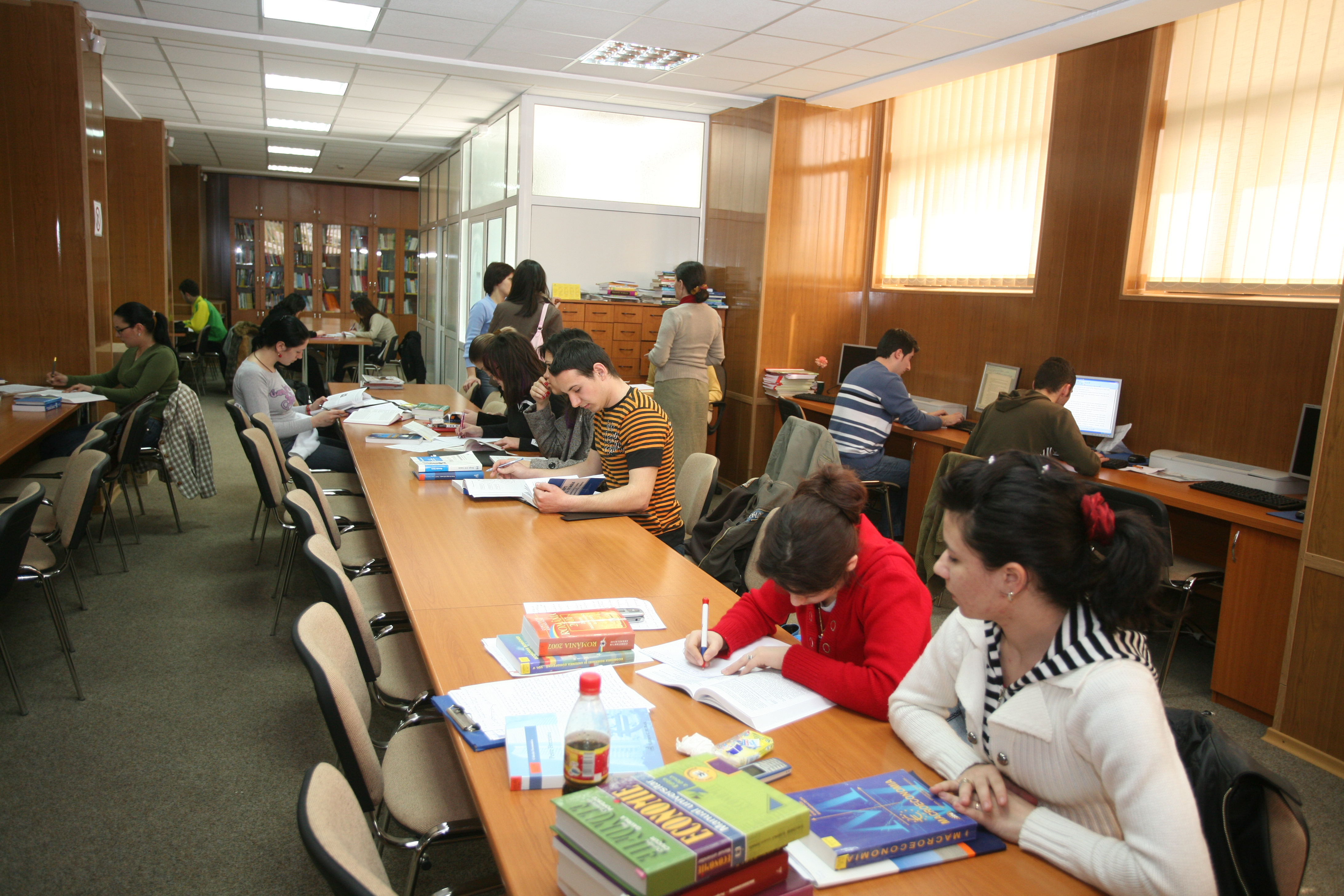
Biblioteca Universității Danubius, Galați

Biblioteca Universității Danubius, parte fundamentală a ofertei academice, satisface prin dotare și ambient nevoia de cunoaștere și de formare profesională a viitorilor specialiști ai economiei naționale și europene. Cu o colecție de peste 45,000 de volume alcătuită din cărți, colecții de reviste cu profil științific, cărți de patrimoniu, biblioteca este un adjuvant prețios pentru viitorii specialiști în științe juridice, economie, relații internaționale administrație și comunicare, inclusiv cadrele didactice își află aici sursa principală de informare științifică de ultima oră.
Oferta bibliotecii nu se limitează doar la profilele specializărilor existente, achiziția de carte și publicații vizând și un demers enciclopedic. Dicționare, enciclopedii, istorii și alte lucrări cu caracter general sunt puse la dispoziția membrilor comunității academice tocmai pentru a evita un act formativ limitat la domeniul de studiu. Deschiderea actului formativ spre domeniilor conexe disciplinelor și spre cultura generală pune mai bine în valoare personalitatea specialistului, fie el student sau cadru didactic. Cele 10 ore de program zilnic sunt parte esențială a actului formativ din oferta academică.
Având la bază principiul „non-profit”, Universitatea „Danubius” din Galați funcționează în consens cu Constituția și legile ce guvernează învățământul superior românesc, propunându-și să pregătească specialiști la nivelul de cunoaștere și de performanță contemporane, să promoveze forme și metode de educație în concordanță cu progresele societății omenești actuale, dar și cu drepturile și libertățile omului.
Modernitatea a impus o organizare a fondului de carte cu accent deosebit pus pe achizițiile de ultimă oră din fiecare domeniu al științelor studiate prin demersul curricular. Nu lipsesc din oferta cărțile profesorilor de la Danubius, cursurile aferente disciplinelor studiate, titlurile de referință din fiecare domeniu, inclusiv un fond vechi de carte provenită din donații, totul accesibil prin 
sistemul informatic online, astfel ca nicio întrebare nu rămâne fără răspuns, când un cititor trece pragul bibliotecii noastre.
Biblioteca oferă acces și la baze de date românești și străine. Prin bazele de date legislative Sintact și Indaco Arhivat în 22 decembrie 2021, la Wayback Machine., utilizatorii bibliotecii sunt conectați la cele mai noi modificări legislative, jurisprudență și doctrină. De asemenea, oferă acces și la 14 reviste online în domeniile drept și economie.
Acordul de aderare la Anelis Plus din 2012, în vigoare încă, aduce un beneficiu inestimabil bibliotecii și întregii universități. Prin accesul la bazele de date străine, ProQuest Central și Cambridge Journals, biblioteca și-a îmbogățit resursele cu peste 22690 de materiale disponibile online, periodice, dizertații, ziare, rapoarte, documente, clipuri video din varii domenii, accesibile pe bază de ip instituțional. Dintre acestea, au fost selectate și listate 7060 de reviste de specialitate de interes pentru domeniile studiate în cadrul universității noastre. Resursele sunt atât în limbă străină, în special în limba engleză, cât și în română.
Sistemul informatic online (Tinread) oferă posibilitatea accesării informațiilor privind resursele bibliotecii. La accesarea link-ului se va schimba opțiunea Căutare cu Căutare avansată, având posibilitatea căutării volumelor în funcție de titlu, autor, subiecte, anul apariției, etc. După selectarea unei anumite lucrări apar informații precum titlu, autor, detalii publicare, ISBN, cotă (prin selectarea opțiunii Profesional) precum și disponibilitatea lor în bibliotecă. Totodată, cititorii au posibilitatea de a intra în dialog online cu bibliotecarii și de a primi informații suplimentare.
Căutarea se va face folosind diacritice. Mai multe informații sunt disponibile pe catalogul online Arhivat în 22 decembrie 2021, la Wayback Machine..

## Facultăți
- Facultatea de Drept
- Facultatea de Științe Economice și Administrarea Afacerilor
- Facultatea de Comunicare și Relații Internaționale
- Facultatea de Informatică și Științe Aplicate
- Facultatea de Psihologie și Științe Biomedicale
- Departamentul pentru Pregătirea Personalului Didactic
- Colegiul Danubius

## Centrul de Consiliere și Orientare în Carieră CCOC

### Viziune
"Poveste de succes – descătușează puterea din tine"
Suntem un centru de stabilitate și inspirație care capacitează și ghidează realizarea potențialului resursei umane.

### Misiune
"Arta de a te pune în valoare"
Suntem angajați să sprijinim studenții Universității Danubius să-și descopere succesul în carieră prin activități de coaching, consiliere și îndrumare oferite responsabil și cu integritate.

### Obiective
- Ghidarea studenților, absolvenților și a personalului Universității „Danubius" în vederea autocunoașterii, prin utilizarea de tehnici și instrumente specifice;
- Sprijinirea studenților, absolvenților și a personalului Universității „Danubius" în utilizarea abilităților/competențelor/deprinderilor proprii, pentru asigurarea creșterii profesionale și personale a acestora;
- Încurajarea și sprijinirea studenților, absolvenților și a personalului Universității „Danubius" pentru dezvoltarea de noi abilități/competențe/deprinderi;
- Pregătirea studenților și absolvenților Universității „Danubius" pentru integrarea pe piața forței de muncă, prin însușirea modalităților de exploatare a oportunităților de angajare;
- Facilitarea accesului studenților și absolvenților Universității „Danubius" la potențiali angajatori prin stabilirea de parteneriate/colaborări cu asociații sindicale, patronale, agenți economici, ONG-uri, care să poată oferi fie locuri de muncă pentru absolvenții universității, fie oportunități de practică;
- Eficientizarea activității didactice prin sprijinirea creșterii personale și profesionale a personalului UDG.

### Valori
"În cadrul echipei CCOC cultivăm punerea în valoare a individualității ca pârghie de creștere personală și profesională a studenților, care ne stimulează inspirația și încrederea în tot ceea ce dezvoltăm. Deschiderea, creativitatea și respectarea liberului arbitru stau la baza activităților de consiliere pe care le desfășurăm. Reușita noastră este dată de succesul în carieră al studenților și este susținută de: responsabilitate, integritate și voința de a oferi sprijin."

## Departamentul de Asigurare a Calității
În urma unei decizii strategice a top-managementului, Universitatea „Danubius” din Galați și-a proiectat, implementat și menținut un sistem de management al calității care îndeplinește cerințele standardului SR EN ISO 9001:2015, care să dea încredere și să crească gradul de satisfacție al „clienților” noștri și să demonstreze capacitatea Universității de asigurare permanentă a cerințelor acestora și a reglementărilor specifice în vigoare.
Activitățile pentru care s-a implementat SMC, respectiv domeniul de activitate pentru care se aplică SMC, sunt:
- învățământ superior universitar, cod CAEN 8542;
- cercetare-dezvoltare în științe sociale și umaniste, cod CAEN 7220.

Domeniul: activități de învățământ superior în ciclurile de licență și masterat, activități de cercetare-dezvoltare și consultanță.
Strategia privind managementul calității este abordată în Universitatea „Danubius” ca un proces de evaluare sistemică și de îmbunătățire continuă a calității învățământului, având în vedere stabilirea direcțiilor de acțiune pe termen lung, a obiectivelor cuantificabile, precum și dezvoltarea de strategii pentru înfăptuirea acestor obiective. Principalul mijloc de realizare a controlului asupra modului în care se îndeplinesc obiectivele stabilite îl constituie activitatea de evaluare internă. Aceasta este desfășurată de către Comisia pentru Evaluarea și Asigurarea Calității – UDG, coordonată de Rectorul universității.
Începând din anul 2008, în Universitatea Danubius funcționează Departamentul de Asigurare a Calității – D.A.C., subordonat Rectorului Universității. Departamentul de Asigurare a Calității, împreună cu Comisia de Evaluare și Asigurare a Calității pe universitate, sprijină conducerea universității în atingerea obiectivelor referitoare la calitate.

## Cercuri Studențești

### Facultatea de Drept

#### Cercul științific studențesc de Drept Public "Nicolae Titulescu"
Înființat în 2005, în cadrul Facultății de Drept, Cercul științific studențesc de Drept Public ,,Nicolae Titulescu" își desfășoară activitatea prin diverse forme de manifestare științifică (simpozioane, mese rotunde, participări la concursuri etc.), unde sunt dezbătute tematici de drept material și procesual, dar și din aria extra-curriculară, de interes pentru studenții facultății, menite să le asigure o pregătire profesională în acord cu cerințele pieței muncii, în continuă schimbare și evoluție.
Dintre temele dezbătute, enumerăm:
"Cafeneaua complexității"
"Masa rotundă: „Criminalitatea juvenilă"
"Masă rotundă: „Ziua internațională anticorupție"
"Conferința națională cu participare internațională „Cetățenia din perspectiva drepturilor fundamentale"
"Masa rotundă: „Omuciderea - analiza psihanalitică a factorului intelectiv și volitiv"
"Masă rotundă: „Exploatarea bogățiilor solului și subsolului și riscul acesteia pentru sănătatea populației din România"
"Prelegere cu tema: „Cariera de magistrat: admitere și perspective"
"Masă rotundă aniversară a 9 ani de existență a Direcției Generale Anticorupție – „Corupția, o nouă abordare prezentată studenților Facultății de Drept "
"Alegerile prezidențiale – aspecte comparative româno-americane" – Masă rotundă "
"Adevăr juridic vs. adevăr jurnalistic" - Forum studențesc"
"Clinică juridică – Proces penal simulat" – Seminar practic"
Conferința naționala studențească cu participare internațională-„Cetățenia din perspectiva drepturilor fundamentale, prima ediție, 12 decembrie 2014 ș.a.
În cadrul activităților desfășurate au participat reprezentanți ai instituțiilor publice, instituțiilor implicate în administrarea actului de justiție (instanțe și parchete la nivelul Curții de Apel Galați, Baroul Galați, Camera Notarilor Publici Galați, Serviciul de probațiune de pe lângă Tribunalul Galați, I.P.J. Galați, Serviciul Județean Anticorupție, Penitenciarul Galați), parteneri din mediul social (reprezentanți mass-media, O.N.G.-uri) și de afaceri (IMM-uri, agenți economici), precum și asociații ale studenților și absolvenților: Liga Studenților Danubius, Asociația Alumni, ELSA.

### Facultatea de Științe Economice și Administrarea Afacerilor

#### Cercul de Cercetare Studențesc Danubius
Cercul de Cercetare Studențesc Danubius din cadrul Universității Danubius din Galați, Facultatea de Științe Economice, își propune să reprezinte o platformă de manifestare intelectuală mulți și interdisciplinară pentru studenți.
Obiectivul general al cercului este acela de a realiza infrastructura umană și instituțională pentru pregătirea tinerilor cercetători. Printre activitățile presupuse de existența cercului amintim: organizarea de ședințe tematice de prezentare a ultimelor realizări ale membrilor, prelegeri tematice a unor invitați din țară și străinătate urmate de dezbateri, participarea pro activă a studenților la îmbunătățirea permanentă a cursurilor predate la facultatea de științe economice, participarea la organizarea unor manifestări științifice studențești, consiliere științifică și tutorat pentru realizarea de lucrări științifice menite participărilor la conferințe și workshopuri studențești, realizarea de activități în piața muncii prin cooperarea cu reprezentanți ai mediului de afaceri, realizarea de studii de sinteză privitoare la piața muncii, ofertă educațională, etc., editarea unui jurnal tipărit și întreținerea unui blog, etc.
Totodată cercul științific studențesc poate să ofere inițierea și orientarea celor care doresc să își continue cercetarea la o formă superioară de învățământ (master și doctorat) prin module de pregătire a membrilor cercului (metodologia cercetării, epistemologie, autorat științific, etc.).
Activitățile cercului științific studențesc se înscriu în eforturile generale ale UDG de a deveni o veritabilă universitate de cercetare, recunoscută la nivel european și internațional. Rolul generațiilor de studenți și masteranzi pe care universitatea noastră îi pregătește pentru viitor este determinant. În același timp antrenarea tinerilor în condiții nediscriminatorii în activitățile cercului le adaugă acestora la bagajul de cunoștințe, competențe și deprinderi aferente urmării unui program de studii, spiritul antreprenorial, inițiativa și le dezvoltă imaginația punându-le în valoare forța creatoare specifică.
Cercul de Cercetare Studențesc Danubius și-a început activitatea la data de 7.10.2009 prin ședința de lucru în cadrul căreia s-au stabilit Regulamentul de funcționare precum și Organigrama Cercului.

### Facultatea de Comunicare și Relații Internaționale

#### Cercul științific studențesc - DUNĂREA, AXA A IDENTITĂȚII EUROPENE
Prin activitățile acestui cerc științific se urmărește să se abordeze aspecte cu privire la problema largă a contextului zonei dunărene. Deși pare circumscrisă la zona locală, activitatea cercului se dorește a se deschide spre studii culturale, Europeism și realitățile transfrontaliere, având ca obiectiv reconstrucția unei zone de excelență într-o parte semnificativă a Europei - bazinul Dunării, cu tot ceea ce implică, într-o abordare științifică de nivel ridicat.

#### Cercul științific studențesc - GLOBALIZARE ȘI DIVERSITATE CULTURALĂ
Membrii cercului științific își propun să stabilească conexiunile și implicațiile dintre globalizare și diversitatea culturală manifestate în procesul globalizării, care pune acut problema raporturilor local-global la nivelul fiecărei națiuni. Fiind un fenomen actual, controversat și cu reverberații în toate domeniile vieții, globalizarea suscită extrem de multe analize. Sfera acestui concept se extinde asupra unor aspecte extrem de diverse, ce țin de luarea deciziilor politice la nivel național, abordarea globală a problemelor de securitate și pace, probleme economice și ecologice, dar și aspecte legate de identitatea etnoculturală.
Globalizarea, acest sistem complex și în rapidă dezvoltare de piețe integrate, comerț internațional, investiții internaționale, corporații multinaționale, convergență a tehnologiilor oferă nebănuite oportunități pentru domeniul culturii. Dar există si numeroase puncte de vedere potrivit cărora reprezintă un factor de risc pentru culturile și identitățile naționale și locale/comunitare.
Activitatea curentă a cercurilor este gestionată de către Consiliul științific studențesc, format din coordonatorii cercurilor științifice și câte doi studenți, membri ai fiecărui cerc științific studențesc. Studenții membri în Consiliul cercului științific studențesc sunt aleși prin vot în prima ședință a fiecărui an universitar sau, în cazul constituirii, în cadrul ședinței de constituire a cercului științific studențesc.
Obiectivele cercurilor știintifice:
• aprofundarea cunoștințelor de specialitate din domeniul comunicării și al relațiilor internaționale ale studenților de la Facultatea de Comunicare și Relații Internaționale;
• dezvoltarea relației „student – cadru didactic" în vederea eficientizării actului de învățământ și sporirea interesului în materia de studiu;
• încurajarea demersului științific studențesc pentru afirmarea cunoștințelor și aptitudinilor fiecărui participant;
• participarea membrilor la diferite sesiuni de comunicări științifice;
• dezbaterea de articole publicate în reviste de specialitate din țară sau din străinătate;
• prezentări de lucrări din partea membrilor;
• invitarea în cadrul ședințelor a unor specialiști: cadre didactice specializate într-un anumit domeniu al comunicării și al relațiilor internaționale, teoreticieni și practicieni renumiți ai domeniului știintelor sociale și politice, etc.

## Liga Studenților
Liga Studenților "Danubius" reprezintă o asociație studențească înființată în cadrul Universității Danubius din Galați, de studenți, pentru studenți. Liga Studenților se adresează tuturor studenților danubieni care urmăresc o valorificare și totodată o dezvoltare a propriului potențial prin intermediul activităților de voluntariat și prin intermediul numeroaselor proiecte și evenimente pe care le desfașoară.
LSUD este o asociație apolitică și nonguvernamentală și reunește studenții de la toate facultățile, atât din anul I și II, cât și studenți în ani terminali.
LSUD susține ideile studenților pe care îi provoacă zilnic să se implice în viața studențească danubiană. Valorificarea competențelor manageriale ale acestora reprezintă principalul obiectiv al Ligii Studenților "Danubius".
Alte obiective constau în crearea unei rețele studenți-antreprenori și a unor incubatoare de afaceri pentru tinerii studenți.
Obiectivele Ligii Studenților
• Promovarea intereselor generale și specifice ale membrilor săi în toate domeniile de activitate, precum și elaborarea și desfășurarea de programe specifice în domeniul informării, instruirii și educării studenților;
• Respectarea drepturilor omului și protecția libertăților acestuia;
• Susținerea creșterii responsabilității locale în domeniile sociale și de protecție a mediului;
• Organizarea de expoziții, simpozioane, cursuri de inițiere în învățarea limbilor străine, proiecte, activități, evenimente, conferințe și seminarii, mese rotunde;
• Stabilirea unui dialog permanent cu cadrele didactice
• Informarea studenților cu privire la aplicarea legislației europene în domeniile economic, financiar-contabil, juridic, etică în afaceri, etc;
• Asocierea cu alte organizații cu interese similare din țară și din străinătate;
• Organizarea de acțiuni cu caracter profesional-științific, cultural, sportiv, turistic sau alte activități specifice;

## Cercetare

### Centrul de Hermeneutică „Simboluri și Texte” (CHeST)
Centrul de Hermeneutică „Simboluri și Texte” (CHeST), înființat în vara anului 2020, își justifică existența și funcționarea în cadrul Universității „Danubius” din Galați, întrucât, pe de o parte, (1) vine în întâmpinarea unor necesități specifice (din punct de vedere metodologic) cercetării și activității didactice din instituția noastră și, pe de altă parte, (2) servește ca mediu catalizator pentru preocupările de profil ale anumitor cadre didactice și cercetători din universitatea noastră (pe latura umanistă, în special).
Termenul de hermeneutică (provenind, în ultimă instanță, din v.gr. hermeneuein ‘a explica, a traduce, a interpreta’) este întrebuințat aici într-o accepție cuprinzătoare. Astfel, disciplina numită hermeneutică are în vedere, ca obiect de studiu, atât modul în care se realizează înțelegerea umană (ca proces), cât și fenomenul general al interpretării. De altminteri, ca ramură a filosofiei, hermeneutica este teoria (sau metodologia) interpretării. Unii specialiști ai domeniului țin să precizeze că hermeneutica nu este doar arta de a înțelege, ci și arta de a te face înțeles.
Omul – fie acesta omul obișnuit sau omul de știință – interpretează în permanență nu doar cuvintele și discursurile celorlalți, gesturile, operele de artă etc., ci și realitatea fizică înconjurătoare, faptele naturale, evenimentele istorice, situațiile problematice ș.a.m.d. Mai mult decât atât, sunt supuse interpretării nu numai faptele ca atare (naturale și / sau omenești), ci și diversele teorii despre acele fapte, sistemele filosofice, concepțiile culturale (viziunile asupra lumii), aspectele social-economice și teoriile cu privire la acestea etc. Așadar, pe mai multe paliere, activitatea hermeneutică sau interpretativă este mereu prezentă în viața ființelor umane.
Din perspectivă științifică, hermeneutica are ca sarcină revelarea sistematică și fundamentată a unui „conținut”, adică a sensului ascuns (care nu se lasă dezvăluit prea ușor). Prin urmare, hermeneutica este interesată și de felul în care se articulează sensul respectiv. Conform tradiției, este vorba îndeosebi de căutarea și descoperirea sensului unui text (fie acesta biblic, filosofic, literar sau juridic), însă concepția hermeneutică pe care o împărtășim, corepunzând unei viziuni moderne, este mai generoasă, de vreme ce propunem o hermeneutică integrală, care-și are punctul de plecare în teoria investigației („theory of inquiry”) elaborată exemplar de filosoful american John Dewey (vezi, de pildă, Cristinel Munteanu, John Dewey și problema sensului. Premise pentru constituirea unei hermeneutici integrale, Editura Universității „Alexandru Ioan Cuza”, Iași, 2019).
Această hermeneutică integrală ne permite să vorbim atât despre înțelegerea unui text dificil, cât și despre rezolvarea unei situații problematice. În ambele cazuri, căutând soluții, mintea omenească se folosește de limbaj (adică reordonează lingvistic „realitatea” cercetată), operând cu simboluri în cadrul unui discurs rațional (după cum susține Dewey în Logica sa). Totodată, prin termenii simboluri și texte (ori, eventual, discursuri), înțeleși și utilizați într-o accepție largă (ca și în denumirea acestui centru), ne referim, desigur, și la obiectul de studiu al hermeneuticii, dar mai ales la aria noastră de interes, la ceea ce urmărim să cercetăm. O asemenea concepție vizează, fără îndoială, și o parte însemnată a semioticii, intersectându-se frecvent și cu filologia (și lingvistica), și cu retorica, și cu logica, și cu gândirea critică etc.

### Centrul de Cercetări privind Dinamica Socio-Economică în Dezvoltare Durabilă
Centrul de Cercetare a Dinamicii Socio-Economice în Dezvoltare Durabilă a fost creat începând cu anul 2008, cu scopul de a efectua cercetări coroborate multi- și transdisciplinare în domeniile socio-economic și juridic în contextul dezvoltării durabile la nivel regional și global.
Centrul DiSEDD este, de fapt, continuarea Centrului de Cercetare Multidisciplinară, înființat în 2001, ca o consecință a evoluției către obiectivele actuale ale cercetării bazate pe cunoaștere și a dezideratelor, misiunea de astăzi fiind de a cristaliza activitățile de cercetare complexe realizate prin Diverse proiecte de cercetare-dezvoltare și inovare.
DiSEDD este implicat în parteneriate strategice cu mediul economic regional, fiind invitat ca partener credibil și expert în dezbaterile Consiliului Consultativ pentru Dezvoltare Durabilă al Consiliului Local Galați și al Agenției de Dezvoltare Regională Sud-Est.
DiSEDD acordă o atenție deosebită proiectelor care vizează dezvoltarea durabilă a regiunii Dunării. În acest sens, el a răspuns tuturor invitațiilor adresate de autoritățile publice locale, naționale și internaționale, organizațiilor neguvernamentale etc. pentru a participa la elaborarea și implementarea unor astfel de proiecte.
La solicitarea Consiliului Local din Galați au fost elaborate o serie de propuneri de parteneriat local.
Centrul de Cercetări privind Dinamica Socio-Economică în Dezvoltare Durabilă (DiSEDD) este creat pentru a sprijini activitatea de cercetare științifică multidisciplinară și interdependentă, precum și activități de dezvoltare și inovare în cadrul dezvoltării durabile.
Scopul DiSEDD este de a reuni preocupările privind dinamica economică, socială și juridică, la nivel național și internațional, în raport cu obiectivele dezvoltării durabile.
Centrul DiSEDD se concentrează asupra coagulării eforturilor de cercetare naționale și internaționale privind influența stabilității legislative și economice în viața socială, precum și influența factorilor economici, sociali și legislativi asupra dezvoltării durabile.
Pentru a-și atinge obiectivele de cercetare propuse, DiSEDD colaborează cu cercetători și specialiști naționali și internaționali și participă la rețele strategice împreună cu parteneri regionali și europeni.

### Centrul de Studii și Cercetări Danubiene (CSCD)
Despre «universitatea modernă»
Universitatea e a științei, iar știința are datoriile sale științifice. Universitatea are însă, spunea N. Iorga, și alte datorii, diferite de cele științifice, care se întind asupra întregului popor. Într-un studiu publicat recent se arată cum „marele război” de la începutul secolului al XX-lea a schimbat aspectul societății românești. În acea lucrare, se face referire, în mod special, la ideile care susțineau necesitatea schimbării modului în care școala, înțeleasă în întregul ei, educa spiritele tinere. Aceste idei erau furnizate publicului românesc, în mare măsură, de presa acelei epoci. Așadar, după încheierea „marelui măcel”, tot mai multe voci vorbeau despre nevoia țării de a-și crea oameni noi, iar modelul indicat era cel al vechilor greci. Erau numeroși cei care susțineau în coloanele ziarelor de la noi că omul, pentru a ajunge la adevărata frumusețe, trebuie să-și îngrijească atât sufletul, cât și trupul. Îmbinarea educației fizice cu educația sufletească avea ca rezultat, spuneau aceleași voci, folosirea vieții de către oameni cu mai multă curățenie și mai multă frumusețe. Mai exact, armonizarea moralului cu fizicul ar avea ca rezultat principal amorțirea pornirilor urâcioase, pe care omul le-a moștenit de la strămoșul său din caverne. Au existat însă și oameni care spuneau că, în anii interbelici, studentul care se pricepea la fotbal sau la box se bucura de respect mai mult decât studentul care alegea să-și îndrepte întreaga atenție asupra muncii științifice. S-au mai spus și alte lucruri despre studentul nostru. Dacă este să ne luăm după articolele publicate de unele ziare, în anii dintre cele două războaie mondiale, studentul și profesorul păreau că nu fac parte din aceeași tabără, fiecare dintre cei doi fiind nemulțumit de conduita celuilalt. O comunitate sufletească intimă între studenți și profesori nu există, spunea un student în 1925, decât foarte rar.
O altă problemă care frământa viața universitară românească era reprezentată de lipsa de seriozitate ce se regăsea în modul în care unii dintre profesorii universitari înțelegeau să-și facă meseria. C. Bacalbașa povestește cum N. Iorga, pe când era la începutul carierei sale de profesor universitar, „a început o campanie împotriva celor mai mulți profesori de la Universitatea din București, acuzându-i că nu-și fac datoria, că nu vin la cursuri, că studenții nu-i pot prinde la examene etc., etc.”. Într-un articol de ziar, ce a fost publicat la începutul anului 1920, se vorbește despre eforturile pe care unii deputați le făceau la București, pentru schimbarea criteriilor pe baza cărora erau făcute numirile profesorilor universitari. Era vorba despre încercarea de a modifica legea învățământului universitar în sensul ca numirile de profesori universitari să se facă doar pe baza lucrărilor candidaților. Nu era însă prima dată când cineva vorbea despre existența unor profesori universitari fără prea multe lucrări publicate. N. Iorga a făcut și el acest lucru. În 1939, Constantin Kirițescu spunea „că ceea ce dă unui învățământ caracterul de «universitate» nu este felul cunoștințelor ce se predă în ele, ci calitatea și metoda: o instituție universitară este un așezământ de cultură, care cultivă, în același timp, cercetarea științifică, pentru a spori capitalul specialității prin lucrări originale executate în laboratoarele și cabinetele de lucru, și propagarea cunoștințelor în rândurile generațiilor tinere”.
Toate cele arătate mai sus sunt la fel de actuale și în vremurile pe care noi le trăim.

#### Menirea CSCD
Centrul de Studii și Cercetări Danubiene (CSCD) este înființat pentru desfășurarea de activități de cercetare științifică, dezvoltare și inovare în domenii multi-, inter- și transdisciplinare. CSCD valorizează avantajul situării la granița UE, promovând politici de colaborare și cercetare cu universități și alte entități din zona transfrontalieră. 
Din 2008 până în prezent, CSCD a derulat constant activități științifice. Dovadă în acest sens stă și conferința „Dunărea – Axă a Identității Europene”, eveniment științific care reunește an de an numeroși cercetători din țară și din străinătate. 
Dintre temele de cercetare urmărite în cadrul CSCD pot fi enumerate următoarele: 
- TEMELE EUROPENE ÎN DISCURSUL POLITIC ROMÂNESC;
- UNIUNEA EUROPEANĂ ÎN PERCEPȚIA JURNALIȘTILOR DIN ROMÂNIA;
- VIZIUNEA ROMÂNEASCĂ PRIVIND EFORTURILE DE FEDERALIZARE A EUROPEI;
- POLITICI EUROPENE ȘI NAȚIONALE ÎN MACROREGIUNEA DUNĂRII;
- GLOBALIZARE ȘI EUROPENIZARE ÎN CONTEXTUL PROVOCĂRILOR DE SECURITATE;
- POLITICI ȘI STRATEGII DE CONSOLIDARE A ROMÂNIEI CA CENTRU DE PUTERE REGIONALĂ;
- IMPACTUL FENOMENULUI MIGRAȚIONIST ÎN UNIUNEA EUROPEANĂ;
- COMUNICAREA POLITICĂ ÎNTRE GUVERNANȚĂ ȘI GUVERNARE.

Centrul de Studii și Cercetări Danubiene are în componența sa cercetători recunoscuți atât în țară, cât și peste hotare.

## Conferințe științifice
- Conferința națională, cu participare internațională,"Repere teoretice și bune practici în psihologie"
- EMAN Conference: Social Responsibility and Sustainability Accounting-Key Corporate Performance Drivers and Measures
- Two Democratic Societies in Transition: Exploring the Dynamics of a Post-Covid World
- The Danube – Axis of European Identity
- EIRP International Conference

## Antreprenoriat
Institutul Danubius pentru Strategii de Afaceri (Danubius Institute For Business Strategies- DIBS) are drept viziune, aplicarea Strategiei Europa 2030, spre alinierea la orientările recente ale politicii Uniunii Europene, spre creșterea capacității competitivității și inovării, precum și spre compatibilizarea acestora cu sistemele similare din statele UE. DIBS  își propune să pună la dispoziția comunității oportunitățile de educație și instruire de înaltă calitate.
Misiunea DIBS este de suport tehnic, susținere a activității de elaborare și implementare a proiectelor de formare atât formală, cât și informală universității, la nivel național și internațional. În calitate de furnizor de formare profesională, prin Centrul de Formare Continuă, va colabora cu toate facultățile și entitățile Universității Danubius din Galați, în vederea promovării unor programe de formare care să răspundă cerințelor actuale ale societății civile, prin programe de conversie/reconversie/respecializare profesională, cursuri de perfecționare sau specializare profesională, workshop-uri, școli de vară.

### Centrul de Formare Continuă
Păstrând spiritul tradiției comunitare danubiene, Centrul de Formare Continuă  promovează prin toate evenimentele pe care le organizează valori precum, Calitatea, Respectul, Seriozitatea.
Partener de încredere, Centrul de Formare Continuă asigură o punte de legătură între instituțiile educaționale, mediul instituțional public și comunitatea antreprenorială. În acest sens, răspunde cu promptitudine solicitărilor dinamice actuale ale colaboratorilor și clienților din cele mai diverse domenii.
Echipa noastră de traineri este apreciată la toate reuniunile și programele organizate pentru experiența și know-how-ul relevante în domeniile de specialitate.

### Programe de formare continuă
Programele de formare sunt autorizate de Ministerul Muncii și Protecției Sociale prin intermediul Comisiei de Autorizare Județeană Galați și sunt înscrise în Registrul Furnizorilor de Formare Profesională a Adulților.
În urma evaluării participanților se acordă certificate de absolvire recunoscute de Ministerul Muncii și Protecției Sociale și de Ministerul Educației. Certificatele sunt însoțite de suplimentul descriptiv în care sunt înscrise competențele dobândite și sunt eliberate în conformitate cu prevederile OG nr. 129/2000 republicată.
Pentru obținerea certificatelor, participanții trebuie să facă dovada absolvirii de studii medii sau studii superioare, în funcție de cerințele fiecărui program de formare la care participă.
De asemenea, sunt acordate și certificate de participare de către Universitatea Danubius din Galați.

### Seminarii, workshopuri-ateliere și conferințe tematice
Institutul Danubius pentru Strategii de Afaceri – Centrul de Formare Continuă reprezintă puntea dintre mediul academic și piața de afaceri, facilitând relația dintre studenți, profesori, parteneri și instituții, organizații și companii private pentru a atinge obiectivele legate de antreprenoriat. Dintre activitățile desfășurate până în prezent, amintim:
Provocări în domeniul achizițiilor publice – workshop
Noua metodologie privind implementarea standardelor de control managerial – workshop
INFOSEC – atelier de lucru privind protecția informațiilor clasificate în format electronic
Vârstnicul – o resursă sau o povară? – masă rotundă
Viitorii psihologi și piața muncii, competențe și specializări profesionale – masă rotundă
Evaluarea psihologică clinică în context judiciar – curs
Tu și Încrederea în tine – eveniment de coaching
Ea, El și Magia comunicării – eveniment de coaching
Atelier de artă figurativă – demonstrație de modelaj, de desen în pastel și de pictură în ulei
Inițiere în pictura tradițională – atelier de lucru susținut de Societatea Artiștilor Figurativi din România
Club de conversație în limba spaniolă – atelier de lucru

## Internațional

### Misiune
Compartimentul de Cooperare Interculturală al Universității Danubius se dorește a fi un pol de interes intercultural la nivel internațional și european. Acesta își propune transformarea și îmbogățirea climatului cultural local, regional și național prin organizarea sistematică de evenimente menite să promoveze valorile interculturalității pornind de la dimensiunea internațională a Universității Danubius.
Conform Deciziei nr. 283 / 25.06.2012, cu începere de la data de 1.07.2012 se înființează Centrul de Programe Interculturale al Universității Danubius din Galați.
Conform Deciziei nr. 284 / 25.06.2012, având în vedere Decizia nr. 283 / 25.06.2012, domnul Liviu Marinescu este numit în funcția de Coordonator al Compartimentului de Cooperare Interculturală al Universității Danubius din Galați, începând cu 1.07.2012.

### Obiective
Centrul de Programe Interculturale al Universității Danubius are ca principal obiectiv transformarea și îmbogățirea climatului cultural local, regional și național prin organizarea sistematică de evenimente menite să promoveze valorile interculturalității pornind de la dimensiunea internațională a Universității Danubius.
Centrul de Programe Interculturale al Universității Danubius își propune un program de dezvoltare prin structurarea unei strategii care să implice în proporție covărșitoare dimensiunea internațională a Universitătii mamă, crearea și întreținerea unor parteneriate active cu o serie de instituții precum:
1.INSTITUȚIILE PUBLICE LOCALE:
-Instituția Prefectului, Primăria Municipiului Galați,
-Consiliul Județului Galați,
-Inspectoral Școlar Județean Galați,
-Direcția Generală de Asistență Socială și Protecția Copilului (DGASPC) Galați,
-Direcția Județeană pentru Cultură și Patrimoniul Național Galați,
-Biblioteca Județeană "V.A.Urechia"
-Muzeul de Istorie,
-Muzeul de Artă Vizuală,
-Complexul Muzeal de Științele Naturii,
-Teatrul Dramatic "Fani Tardini",
-Teatrul Muzical "NaeLeonard"
2.INSTITUȚIILE PUBLICE NAȚIONALE:
-Ministerul Educației Naționale,
-ARACIS,
-Universități de renume din România
3.INSTITUȚIILE POTENȚIAL PARTENERE LA NIVEL INTERNAȚIONAL:
-Ambasadele cu care Universitatea Danubius intră în contact prin intermediul Centrului de Cooperare Internatională,
-Universități pe plan internațional cu care Universitatea noastră are deja legături de cooperare,
-Firme și corporații internaționale cu care Universitatea Danubius intră in contact prin intermediul Centrului de Cooperare Internatională, al Centrului de Marketing sau al altor structuri.
Un partener strategic de viitor îl reprezintă Arhiepiscopia „Dunării de Jos" care, prin intermediul și cu binecuvântarea Înaltpreasfințitului Părinte Casian Arhiepiscopul Dunării de Jos, deja se află în cele mai strânse legături de colaborare cu Universitatea noastră.
Parteneriatul propune în fapt dezvoltarea, în baza bunelor relații de cooperare existente, a unor serii de expoziții interculturale care să implice activitatea arhiepiscopiei în colaborare cu un partener de aceeași confesiune dintr-o țară vecină (Ucraina, Moldova, Bulgaria, Ungaria, Georgia, Turcia) sub umbrela Universității noastre.
GRUPURI DE INTERES în vederea încheierii unor acorduri:
- Comunitatea Elenă Galați;
- Comunitatea Elenă Brăila;
- Alianța Romilor din Județul Galați;
- Uniunea Democrată Turcă din România – Filiala Galați, Brăila, Tulcea, Constanța, București;
- Uniunea Armenilor din România – Comunitatea Armeană Galați;
- Federația Comunităților Evreiești din România;
- Asociația Italienilor din România – RO.AS.IT și Institutul Italian de Cultură "Vito Grasso" din București;
- Comunitatea Rușilor Lipoveni din România;
- Comunitatea Bulgară din Galați.

### Misiune
Misiunea Compartimentului Parteneriate Internaționale din cadrul D.R.I. este de a susține activitățile din cadrul UDG orientate în direcția îndeplinirii obiectivelor strategice de internaționalizare ale universității ca instituție de învățământ superior și cercetare de renume la nivel național, regional, european și global, prin coordonarea activităților legate de administrarea portofoliului de acorduri bilaterale de cooperare internațională la nivelul Universității "Danubius" din Galați.

### Obiective
Obiectivele Compartimentului Parteneriate Internaționale din cadrul D.R.I. sunt conforme cu strategia de internaționalizare a Universității Danubius:
a. dezvoltarea și implementarea strategiei de internaționalizare a UDG ca instituție de învățământ superior multi- și inter-disciplinară;
b. dezvoltarea și gestionarea unui portofoliu de parteneri internaționali strategici care să devină colaboratori în proiecte de cooperare internațională în învățământul superior;
c. întărirea relațiilor deja existente prin crearea de activități specific care să apropiere partenerii;
d. utilizarea lucrativă a parteneriatelor academice existente;
e. implicarea universităților europene cu care ne aflam în parteneriat în dezvoltarea și exploatarea proiectelor europene.
Activitățile promovate de Compartimentul Parteneriate Internaționale din cadrul D.R.I. au următoarele direcții de dezvoltare:
a. promovarea și diseminarea în plan internațional a bunelor practici ale Universității Danubius;
b. reprezentarea la evenimentele specifice cu referire la activitatea universității în mediul internațional;
c. creșterea permanentă a numărului parteneriatelor internaționale (academic și nu numai) atât în plan european cât și extra-european;
d. furnizarea de informații pertinente și în regim de permanență managementului Universității Danubius cu privire la evoluția și structura mediului internațional in care universitatea își desfășoară activitatea precum și cu privire la oportunitățile de dezvoltare și colaborare în plan internațional;
e. suport logistic in vederea realizării de evenimente la nivel internațional – conferințe, workshop-uri, seminarii de diseminare bune practici;
f. sprijinirea permanenta a implicării personale a mediului intern al universității (studenți, corp profesoral și administrativ) la dezvoltarea in plan personal a relațiilor cu partenerii internaționali consacrați sau potențiali ai universității.
Compartimentul Parteneriate Internaționale are competențe și atribuții în ceea ce privește:
a. coordonarea activităților legate de administrarea portofoliului de acorduri bilaterale de cooperare internațională;
b. susținerea demersurilor cu caracter internațional de la nivelul facultăților, având în vedere dezvoltarea și întărirea acelor cooperări zonale care să fructifice toate oportunitățile de cooperare și colaborare științifică și academică oferite de calitatea României de membru al Uniunii Europene și de caracterul internațional al Universității Danubius;
c. coordonarea, din punct de vedere tehnic, a activităților desfășurate de UDG în domeniul relațiilor internaționale;
d. sprijinirea și coordonarea, după caz, a acțiunilor întreprinse de alte structuri ale UDG în domeniul afacerilor europene și al relațiilor internaționale, în scopul asigurării unității și coerenței mesajului transmis de UDG;
e. participarea la negocieri cu instituții internaționale;
f. avizarea proiectelor acordurilor, convențiilor și altor înțelegeri internaționale propuse spre încheiere de către structurile aflate în subordinea sau coordonarea UDG, cu structuri similare din alte state ori cu entități aflate sub jurisdicția altor state;
g. sprijinirea activităților menite să conducă la dezvoltarea relațiilor cu instituții sau entități similare din alte țări, asigurând susținerea și promovarea intereselor UDG în relația cu acestea;
h. colaborarea cu facultățile din cadrul UDG și acordarea de sprijin în demersurile cu caracter internațional;
i. asigură evidența activităților desfășurate în cadrul relațiilor de colaborare dintre structurile UDG și entități similare din alte state;
j. propune Rectorului inițierea, semnarea, aprobarea, acceptarea sau renunțarea la înțelegerile internaționale ale UDG cu structuri similare din alte țări, asigurând consultarea altor instituții în vederea obținerii avizelor necesare.

### Erasmus+
Compartimentul Erasmus+ are rolul de a coordona participarea Universității Danubius la programe cu finanțare europeană precum Erasmus+, oferind astfel studenților, personalului academic și personalului administrativ oportunități de implicare în stagii de mobilitate sau în alte tipuri de proiecte din domeniul educației și formării profesionale.
Universitatea Danubius consideră că o implicare permanentă în programele de mobilități, cu precădere în Programul Erasmus+, reprezintă un factor accelerator al procesului de internaționalizare și un pilon principal al strategiei de modernizare. Strategia de modernizare are ca element fundamental interesul membrilor comunității acadedmice în alinierea întegului mediu de activitate al Universității la necesitățile impuse de participarea activă în noua Arie de Educație Europeană. Dezvoltarea sustenabilă pe termen lung implică, așadar, o participare permanentă în cadrul programelor de mobilități alături de partenerii strategici, o instituție modernă comparabilă cu oricare Universitate Europeană și o îmbunătățire permanentă prin prisma îmbrățișării bunelor practici dobândite în urma activităților de mobilitate Erasmus+.
Dezvoltarea capacităților studenților de a putea opera pe piața muncii la nivel internațional este promovată permanent. În acest sens sunt permanent dezvoltate programe de internship prin cooperarea cu mediul de afaceri la nivel internațional. Aceste programe sunt dedicate atȃt acelor studenți care își doresc o carieră în plan internațional cȃt și celor care doresc să se perfecționeze într-un mediu de lucru diferit de cel romȃnesc, pentru a beneficia de avantajele oferite de o astfel de pregătire profesională.